# Rezolucja Rady Bezpieczeństwa ONZ nr 53
Rezolucja Rady Bezpieczeństwa ONZ nr 53 została uchwalona 7 lipca 1948 w trakcie 331 sesji Rady Bezpieczeństwa ONZ.
Rezolucja została przyjęta jako odpowiedź na telegram Mediatora Organizacji Narodów Zjednoczonych w Palestynie, Folke Bernadotte z dnia 5 lipca 1948. Był to apel wzywający strony konfliktu izraelsko-arabskiego do przedłużenia zawieszenia broni na dłuższy czas i współdziałanie z Mediatorem.
Za przyjęciem Rezolucji głosowało ośmiu członków, podczas gdy trzech się wstrzymało od głosu (Syria, Ukraina i ZSRR).